# درون رایش سوم
درون رایش سوم کتاب خاطراتی از آلبرت اشپر وزیر تسلیحات آلمان از ۱۹۴۲ تا ۱۹۴۵ است. این کتاب از مشروحترین توصیفات رهبری داخلی رایش آلمان است ولی به دلیل فقدان تشریح جرایم آن توسط اشپر و سوالاتی در خصوص درجه آگاهی و درگیری او با آنها مورد مجادله است.